# مادلين كريبك
مادلين كريبك (بالإنجليزية: Madeline Kripke) كانت بائعة كتب أمريكية ومحبّة للكلمات، عُرفت بامتلاكها واحدة من أكبر مجموعات القواميس في العالم.

## السيرة
ولدت كريبك ونشأت في مدينة نيويورك. والدها، مايكل كريبك، كان أستاذاً في علم الأمراض في جامعة نيويورك. بدأت في جمع القواميس في طفولتها عندما أعطاها والداها نسخة من قاموس ويبستر المدرسي. أصبحت مهتمة بشكل خاص بالقواميس العامية، وكانت تفتخر بامتلاكها أول قاموس عامية نُشر في الولايات المتحدة.
كان لديها ما لا يقل عن 20,000 قاموس، معظمها مخزن في شقتها المكونة من أربع غرف في قرية غرينيتش في مدينة نيويورك، حيث كانت مكدسة حتى السقف تقريبًا. وكانت هناك كتب أخرى مخزنة في أماكن متعددة حول المدينة. لم يتم فهرسة مجموعتها بالكامل، ولكنها تضمنت نسخاً نادرة وفريدة، بما في ذلك مسودة مبكرة من قاموس نوح ويبستر. كثيراً ما وُصفت مجموعتها بأنها "الكنز المقدس للقواميس" وقد وصِفت كريبك بأنها "الأم الحامية" لهذه الكتب.

## الوفاة
توفيت كريبك في 25 أبريل 2020 في نيويورك، بسبب كوفيد-19، خلال جائحة فيروس كورونا في مدينة نيويورك.